# U-79号潜艇 (1916年)
陛下之79号潜艇是德意志帝国海军建造的UE-I型潜艇或称U艇的九号艇。它由汉堡的伏尔铿船厂承建，于1916年4月9日下水，至同年5月25日交付使用。U-79号是在第一次世界大战期间服役的329艘德国潜艇之一，曾参加过大西洋潜艇战。在其九次巡逻中，共击沉协约国或中立国的19艘商船（33678总吨）、1艘军舰（14300吨）和3艘辅助军舰（801总吨）。战后，该艇于1918年11月21日移交法国正式投降，并以维克托·雷韦耶号（法語：Victor Réveille）之名在法国海军服役，直至1936年拆解报废。

## 设计
U-79号是德意志帝国海军潜艇局（U-Boot-Inspektion）于1914年底开发的UE级布雷潜艇（UE-I型）的九号艇，这是官方设计的第45号方案，计划具有更长的续航里程以及较短的工期。
U-79号为单壳体远洋潜艇，配有鞍形水柜。其全长为56.80米；舷宽5.90米，当中的耐压壳体宽为5米；有4.86米的吃水深度。其水上排水量为755吨，水下为832吨。艇只搭载有可在水上使用的两台奔驰六缸四冲程（S6 Ln型）柴油发动机，总功率为900匹公制馬力（662千瓦特）；以及可在水下使用的西门子-舒克特双电动发电机，总功率同样为900匹公制馬力（662千瓦特）。与其他远洋潜艇相比，它的机动性能较弱。这些发动机用以驱动双轴、每根轴各一个直径为1.41米的螺旋桨，从而使艇只在水上的最高速度达9.9節（18.3每小時），在水下的最高航速则为7.9節（14.6每小時）。艇只可以7節（13每小時）的速度在水上巡航7,880海里（14,590），或以4節（7.4每小時）的速度在水下巡航83海里（154）。它的潜航深度为50米。
U-79号的主要任务是布雷，舱内最多可搭载38枚水雷，它们是通过艇艉的两条弹射井道向后布设。因此，这不是一款用于发动鱼雷攻击的潜艇。然而，U-79号仍在左舷艏部和右舷艉部分别装备了一具鱼雷发射管用于自卫，并可携带合共4枚鱼雷。两具管道都位于耐压壳体外侧，因此只有在潜艇浮出水面时才能进行操纵和装填。此外，该艇在司令塔后方的艉部甲板上还装备有一门88毫米30倍径速射炮用于水面作战，自1918年起又替换为威力更大的105毫米45倍径速射炮。其标准船员编制为4名军官及28名水兵。

## 历史
U-79号是由德意志帝国海军作为E项战时订单（Kriegsauftrag E）于1915年3月9日向汉堡的伏尔铿船厂订购，建造编号为61。艇只于1916年4月9日下水，至同年5月25日在首任艇长、海军上尉海因里希·耶斯的指挥下正式交付使用。在耶斯之后，奥托·罗尔贝克上尉（1917年2月21日－10月26日）、奥托·德勒舍尔上尉（兼任，1917年10月27日－11月23日）、卡尔·图雷中尉（1917年11月24日－1918年4月15日）、鲁道夫·岑特纳中尉（1918年4月16日－8月17日）、马丁·霍夫曼中尉（1918年8月18日－26日）、鲁道夫·哈根少尉（1918年8月27日－9月15日）、沃尔德马尔·佩特里上尉（1918年9月16日－10月14日）和库尔特·斯莱福格特中尉（1918年10月15日－11月11日）也曾担任过U-79号艇长。自1916年7月下旬起，U-79号被编入北海的第一潜艇区舰队服役，并一直隶属于该部队直至战争结束。
第一次世界大战期间，U-79号在北海和北大西洋东部完成了九次巡逻，最远曾抵达葡萄牙沿岸。期间共击沉协约国或中立国的19艘商船（33678总吨）、1艘军舰（14300吨）和3艘辅助军舰（801总吨）。其中，排水量达14300吨的英国装甲巡洋舰德雷克号是吨位最大的受害者，它于1917年10月2日在爱尔兰北部的拉斯林岛附近被U-79号发射鱼雷击沉，造成18名官兵阵亡。由U-79号致沉的最大型民用船舶则是容积约5000总吨的参赞号（Counsellor）。这艘英国货轮是从旧金山前往利物浦的途中，于1916年9月14日在爱尔兰南岸附近撞上了U-79号布设的一枚水雷而沉没。容积逾6000总吨的英国货轮卡米托号（Camito）甚至更大，但它于1917年8月13日触碰U-79号布设的水雷时仅仅受损。
U-79号在战争中幸存了下来，没有被击沉。战后，根据对德停战协议的要求，该艇于1918年11月21日作为战利品移交法国。自1922年6月1日起，它被重命名为维克托·雷韦耶号，并投入法国海军服役。1923年11月23日，维克托·雷韦耶号在加来海峡的布洛涅附近搁浅，但能够重新浮起、修复，并重新投入使用。该艇于1930年被降编至预备役，至1935年7月27日正式从海军序列中除籍，后于1936年8月6日以70642法郎的价格售予布雷斯特的拆船商拆解报废。

## 袭击历史摘要
| 日期           | 船名            | 船籍         | 吨位  | 结局       |
| -------------- | --------------- | ------------ | ----- | ---------- |
| 1916年9月14日  | 参赞号          | 英国         | 4958  | 击沉       |
| 1916年12月26日 | 约翰号          | 丹麦         | 828   | 击沉       |
| 1916年12月27日 | 矮树丛号        | 英国         | 599   | 击沉       |
| 1916年12月27日 | 艾达号          | 挪威         | 1300  | 击沉       |
| 1916年12月30日 | 丹麦号          | 丹麦         | 1875  | 击沉       |
| 1917年1月1日   | 劳帕尔号        | 挪威         | 1407  | 击沉       |
| 1917年1月2日   | 桤木号          | 挪威         | 2256  | 击沉       |
| 1917年1月3日   | 安吉拉号        | 義大利       | 2422  | 击沉       |
| 1917年1月3日   | 瓦拉达雷斯号    | 葡萄牙       | 124   | 击沉       |
| 1917年1月4日   | 镇东丸          | 日本         | 2592  | 击沉       |
| 1917年1月10日  | 布鲁克伍德号    | 英国         | 3093  | 击沉       |
| 1917年1月24日  | 南娜号          | 挪威         | 1125  | 缴作战利品 |
| 1917年6月14日  | 迦太基人号      | 英国         | 4444  | 击沉       |
| 1917年6月22日  | 马吉号          | 挪威         | 1118  | 击沉       |
| 1917年6月23日  | 科连特斯号      | 英國皇家海軍 | 280   | 击沉       |
| 1917年6月26日  | 查尔斯·阿斯蒂号 | 英國皇家海軍 | 295   | 击沉       |
| 1917年6月26日  | 塞拉比斯号      | 英国         | 1932  | 击沉       |
| 1917年6月30日  | 布勒德纳号      | 瑞典         | 39    | 击沉       |
| 1917年6月30日  | 兰开斯特号      | 瑞典         | 77    | 击沉       |
| 1917年6月30日  | 导师号          | 瑞典         | 55    | 击沉       |
| 1917年8月13日  | 卡米托号        | 英国         | 6611  | 击伤       |
| 1917年10月2日  | 布里斯克号      | 英國皇家海軍 | 790   | 击伤       |
| 1917年10月2日  | 德雷克号        | 英國皇家海軍 | 14300 | 击沉       |
| 1917年10月2日  | 卢加诺号        | 英国         | 3810  | 击沉       |
| 1917年10月23日 | 伦诺克斯伯爵号  | 英國皇家海軍 | 226   | 击沉       |
| 1918年1月12日  | 喀里多尼亚      | 荷蘭         | 863   | 击伤       |
| 1918年1月15日  | 韦斯特波尔德号  | 荷蘭         | 749   | 击沉       |

## 脚注
1. ↑  Helgason, Guðmundur. . German and Austrian U-boats of World War I - Kaiserliche Marine - Uboat.net.   [2015-01-18].
2. 1 2 3  Gröner 1991，第10–11頁.
3. 1 2  Helgason, Guðmundur. . German and Austrian U-boats of World War I - Kaiserliche Marine - Uboat.net.   [20 January 2015].
4. 1 2  Helgason, Guðmundur. . German and Austrian U-boats of World War I - Kaiserliche Marine - Uboat.net.   [20 January 2015].
5. 1 2  Helgason, Guðmundur. . German and Austrian U-boats of World War I - Kaiserliche Marine - Uboat.net.   [20 January 2015].
6. 1 2  Helgason, Guðmundur. . German and Austrian U-boats of World War I - Kaiserliche Marine - Uboat.net.   [20 January 2015].
7. 1 2  Helgason, Guðmundur. . German and Austrian U-boats of World War I - Kaiserliche Marine - Uboat.net.   [20 January 2015].
8. 1 2  Helgason, Guðmundur. . German and Austrian U-boats of World War I - Kaiserliche Marine - Uboat.net.   [20 January 2015].
9. 1 2  Helgason, Guðmundur. . German and Austrian U-boats of World War I - Kaiserliche Marine - Uboat.net.   [20 January 2015].
10. 1 2  Helgason, Guðmundur. . German and Austrian U-boats of World War I - Kaiserliche Marine - Uboat.net.   [20 January 2015].
11. 1 2  Helgason, Guðmundur. . German and Austrian U-boats of World War I - Kaiserliche Marine - Uboat.net.   [20 January 2015].
12. ↑  Helgason, Guðmundur. . German and Austrian U-boats of World War I - Kaiserliche Marine - Uboat.net.   [2010-01-24].
13. ↑  Herzog，第48頁.
14. ↑  Herzog，第136頁.
15. ↑  Herzog，第123頁.
16. ↑  Herzog，第68頁.
17. ↑  Herzog，第120頁.
18. ↑  Helgason, Guðmundur. . German and Austrian U-boats of World War I - Kaiserliche Marine - Uboat.net.   [2021-11-12].
19. ↑  Helgason, Guðmundur. . German and Austrian U-boats of World War I - Kaiserliche Marine - Uboat.net.   [2021-11-12].
20. ↑  Helgason, Guðmundur. . German and Austrian U-boats of World War I - Kaiserliche Marine - Uboat.net.   [2021-11-12].
21. ↑  Herzog，第90頁.
22. ↑  . The Times (43507) (London). 24 November 1923. col C, p. 11. 模板中使用了待废弃的参数
23. ↑  Roche.
24. ↑  .   [2021-11-12]. 原始内容存档于2013-03-10.
25. ↑  Helgason, Guðmundur. . German and Austrian U-boats of World War I - Kaiserliche Marine - Uboat.net.   [2015-01-20].